# 무신 조자룡
《무신 조자룡》(중국어 간체자: 武神赵子龙, 정체자: 武神趙子龍, 병음: Wǔshén zhàozilóng 우선자오쯔룽[*], Chinese Hero Zhao Zi Long 차이니즈 히어로 자오쯔룽[*])은 2016년 방송되었던 중국의 텔레비전 드라마이다.

## 등장 인물
- 린겅신 : 조자룡 역
- 임윤아 : 하후경의 (夏侯輕衣) / 마옥유 / 우유 (馬玉柔/牛玉) 역
- 김정훈 : 고칙 (高則) 역
- 얀위콴 (严屹宽) : 유비 역
- 자오한잉쯔 (赵韩樱子) : 이비연 (李飛燕) 역
- 쩌우자오룽 : 이인정 / 이전 (李仁定/李全) 역
- 양러 : 제갈량 역
- 강세정 : 손상향 역
- 장샤오천 (张晓晨) : 마초 역
- 위룽광 (于荣光) : 조안 (趙安) 역
- 스샤오튄 (石筱群) : 조자룡의 어머니 역
- 리예톈 (李田野) : 관우 역
- 주라이청 (朱来成) : 장비 역
- 마샤오쥔 (马晓军) : 방통 역
- 장산 (张山) : 황충 역
- 우웨이 (吴伟) : 간옹 역